# Acquiescement (psychologie)
Pour les articles homonymes, voir acquiescement.
L'acquiescement est une forme de réaction aux influences sociales qui consiste pour un individu à se conformer extérieurement aux désirs de la source d'influence (modèle social) sans modifier ses croyances ou ses attitudes intimes.
Lorsqu'une source d'influence obtient l'acquiescement en servant d'exemple, on parle de conformité ; lorsqu'elle l'obtient en exerçant son autorité, on parle d'obéissance.